# Benagudi
Benagudi est un village du Cameroun situé dans la région du Nord-Ouest, le département du Menchum, l'arrondissement de Menchum Valley et la commune de Benakuma, à proximité de la frontière avec le Nigeria.

## Localisation
Benagudi est localisé à 6° 26' 00 N et 9° 46' 45 E à environ 70 km de distance de Bamenda, le chef lieu de la Région du Nord-Ouest et à 344 km de Yaoundé la capitale du Cameroun.

## Population
Lors du recensement de 2005, on y a dénombré 5 959 personnes dont 2 945 hommes et 3 014 femmes.

## Éducation
Il y a trois écoles publiques (G.S. Benagudi, G.S. Ezeme, G.S. Kitundu) et deux écoles privées (C.S.S. Benagudi, School Ukuayi).